# Ascenseur incliné de Queralt
L'ascenseur incliné du sanctuaire de Queralt (en catalan : ascensor inclinat del santuari de Queralt) est un ascenseur incliné situé à Berga, dans la comarque du Berguedà, dans la province de Barcelone, en Catalogne. Cet ascenseur a été inauguré le 6 décembre 1991. Il permet de franchir les 26 mètres de dénivelé entre le parking et le complexe du sanctuaire.

## Caractéristiques techniques

### Le premier ascenseur
La ligne faisait 70 m de longueur pour un dénivelé de 42 m avec une pente maximale de 65 % et l'écartement des rails est de 1 000 mm. La ligne était à voie unique, elle possédait un seul ascenseur à traction électrique avec une capacité de 8 personnes par voiture et le trajet durait 1 min et 10 secondes. L'ascenseur allait a une vitesse de 1 m/s et était tracté par deux câbles de 18 mm. La station basse, Carretera BV-4242, était située à 1 099 m d'altitude et la station haute, Esplanada Santuari , était située à 1 169 m d'altitude. Il a une puissance de 13,2 Kw et le moteur a été fait par AEG. Il a été construit par EMPIC, Miró y Trepat, MACOSA.

### L'ascenseur actuel

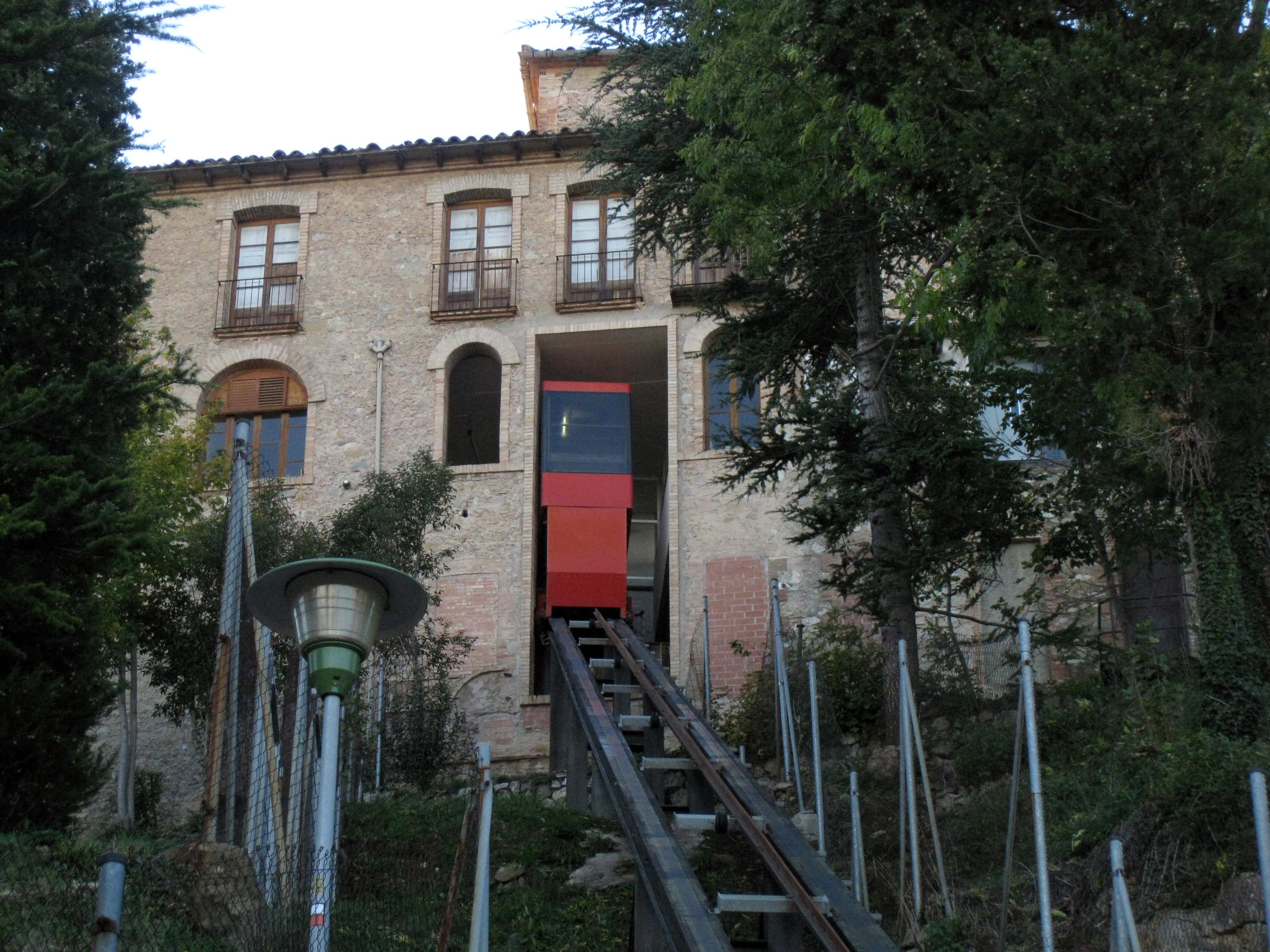
Autre vue de l'ascenseur incliné.

La ligne fait 54,4 m de longueur pour un dénivelé de 26 m avec une pente maximale de 32 % et l'écartement des rails est de 900 mm. La ligne est à voie unique, elle possède un seul ascenseur à traction électrique avec une capacité de 15 personnes par voiture (le nombre de passagers est limité à 8) et le trajet dure 1 min et 15 secondes. L'ascenseur va a une vitesse de 1,2 m/s et est tracté par un câble de 20 mm. La station basse, Pàrquing, est située à 1 130 m d'altitude et la station haute, Hostatgeria del Santuari , est située à 1 156 m d'altitude. Il a une puissance de 5,5 Kw et le moteur a été fait par Siemens. L'ascenseur incliné est ouvert de 10 h à 20 h et l'aller-retour coûte 80 c. Il a été construit par Von Roll,  Ekundig AG et Fomento de Obras y Construcciones.

## Histoire

### L'ancien ascenseur
Cet ascenseur a été construit en 1965, alors que Francisco Franco visitait le sanctuaire pour marquer le 50e anniversaire du couronnement de la Vierge de Queralt.
Techniquement, c'était un plan Incliné (il n'avait pas de contrepoids), il a été construit artisanalement avec les matériaux nécessaires (la société avait la permission du gouvernement) en seulement deux mois par la société Miró y Trepat.
La visite de Franco a été retardée d'un an et la visite eut lieu le 26 juillet 1966, pendant l'aller, la faible vitesse de l'installation fit sortir des étincelles de l'appareil, le dictateur décida de redescendre à pied une fois la visite terminée. Depuis lors, l'ascenseur a cessé d'être utilisé et ses installations ont été abandonnées car son fonctionnement était très complexe,.

### Le nouvel ascenseur
Le nouvel ascenseur a été inauguré le 6 décembre 1991 par le président de la généralité de Catalogne de l'époque pour la célébration du 750e anniversaire du sanctuaire et du 75e anniversaire du couronnement de la Vierge de Queralt,.